# Bhankora

Le bhankora est un instrument de musique à vent utilisé dans des cérémonies religieuses et dans la musique populaire en Inde, à l'extrême nord du pays, dans l'État de l'Uttarakhand, principalement chez les Garhwal C'est une longue trompe en cuivre, de fabrication locale.
L'instrument est utilisé en particulier pour le Pandav Lila (en), performance à caractère rituel combinant chant, récitation et danse, qui fait revivre des récits tirés du Mahabharata.